# جندري
جندري (بالإنجليزية: Gendry)‏ هو شخصية خيالية في سلسلة روايات الخيال الفنتازيا الملحميّة أغنية الجليد والنار للمؤلف الأمريكي جورج آر. آر مارتن، وفي المسلسل التلفزيوني صراع العروش الذي أنتجته شبكة إتش بي أو،[1] حيث جسد الشخصية الممثل الإنجليزي جو ديمبسي.
ظهر لأول مرة في لعبة العروش (1996)، وكان جندري حداد متدرب في كينجز لاندنج، وابن غير شرعي للملك روبرت باراثيون. ظهر لاحقًا في صدام الملوك (1998)، وعاصفة السيوف (2000) ووليمة للغربان (2005). بعد أن أمرت الملكة سيرسي لانستر بإعدام جميع أبناء الملك روبرت غير الشرعيين، اضطر جندري إلى الفرار من كينجز لاندنج برفقة آريا ستارك تحت حماية يورن، المجند لحرس الليل. انضم لاحقًا إلى جماعة الأخوة بلا لافتات الخارجة عن القانون ومنحه زعيمها بريك دونداريون لقب فارس، وأصبح تابعًا للدين الأجنبي التابع لراهلور.